# Voják svobody
Voják svobody nebo Rytíř svobody, litevsky Laisvės karys či Vytis, je bronzová plastika/památník znázorňující rytíře na koni. Nachází se u hradu Kaunas a sochy Kanklininkas, na levém břehu řeky Neris, ve čtvrti Senamiestis (Staré město) krajského města Kaunas v Kaunaském kraji v Litvě.

## Historie a popis pomníku
Plastika vznikla ke 100. výročí obnovení litevské nezávislosti a instalována byla dne 5. července 2018, tj. v předvečer litevského Dne státnosti. Jezdeckou plastiku v nadživotní velikosti, znázorňující státní znak Litvy (Vytis), vytvořil tým ukrajinských a litevských sochařů Oles Sydoruk (Олесь Сидорук), Boris Krylov (Борис Крилов) a Arūnas Sakalauskas. Výška sochy je téměř 7 m. Rytiř je ve středověkém brnění vyzbrojen mečem a štítem. Kůň se vzpíná. Tvář rytíře je vytvořena podle vzhledu litevského národního hrdiny, kterým byl Romas Kalanta (1953–1972). Na místě se také občasně konají oslavy a další kulturní akce.

## Další informace
Malá kopie pomníku existuje také na nádvoří litevského velvyslanectví na Ukrajině.